# Niclas Alexandersson

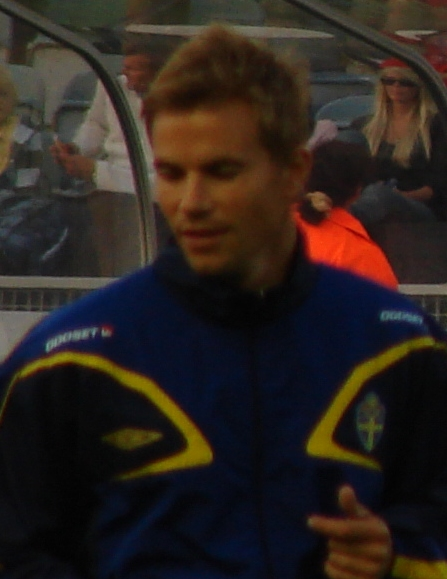
Niclas Alexandersson

Jens Niclas Alexandersson (n. 29 decembrie 1971, Halmstad, Suedia) este un fost mijlocaș suedez de fotbal. Din anul 2004 evoluează la clubul IFK Göteborg.